# El Escorial, Patrimonio de la Humanidad

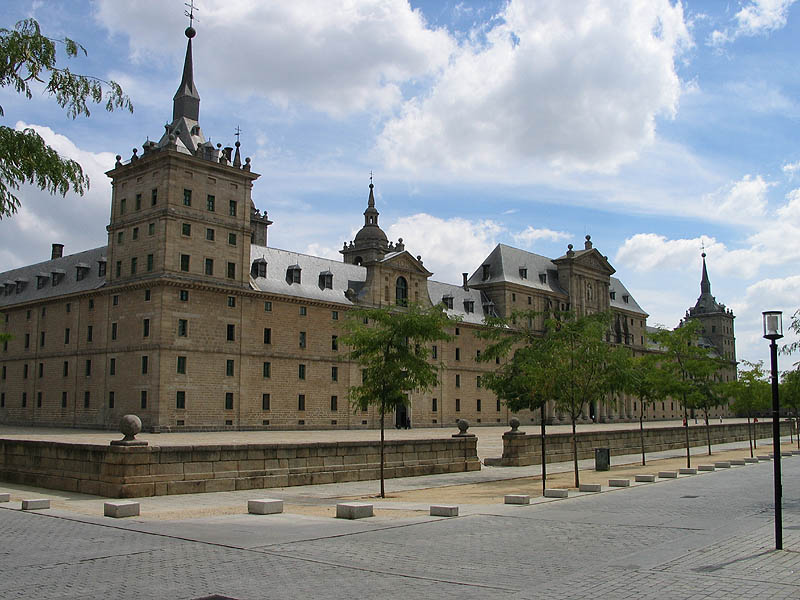
Fachada occidental del Monasterio de El Escorial.

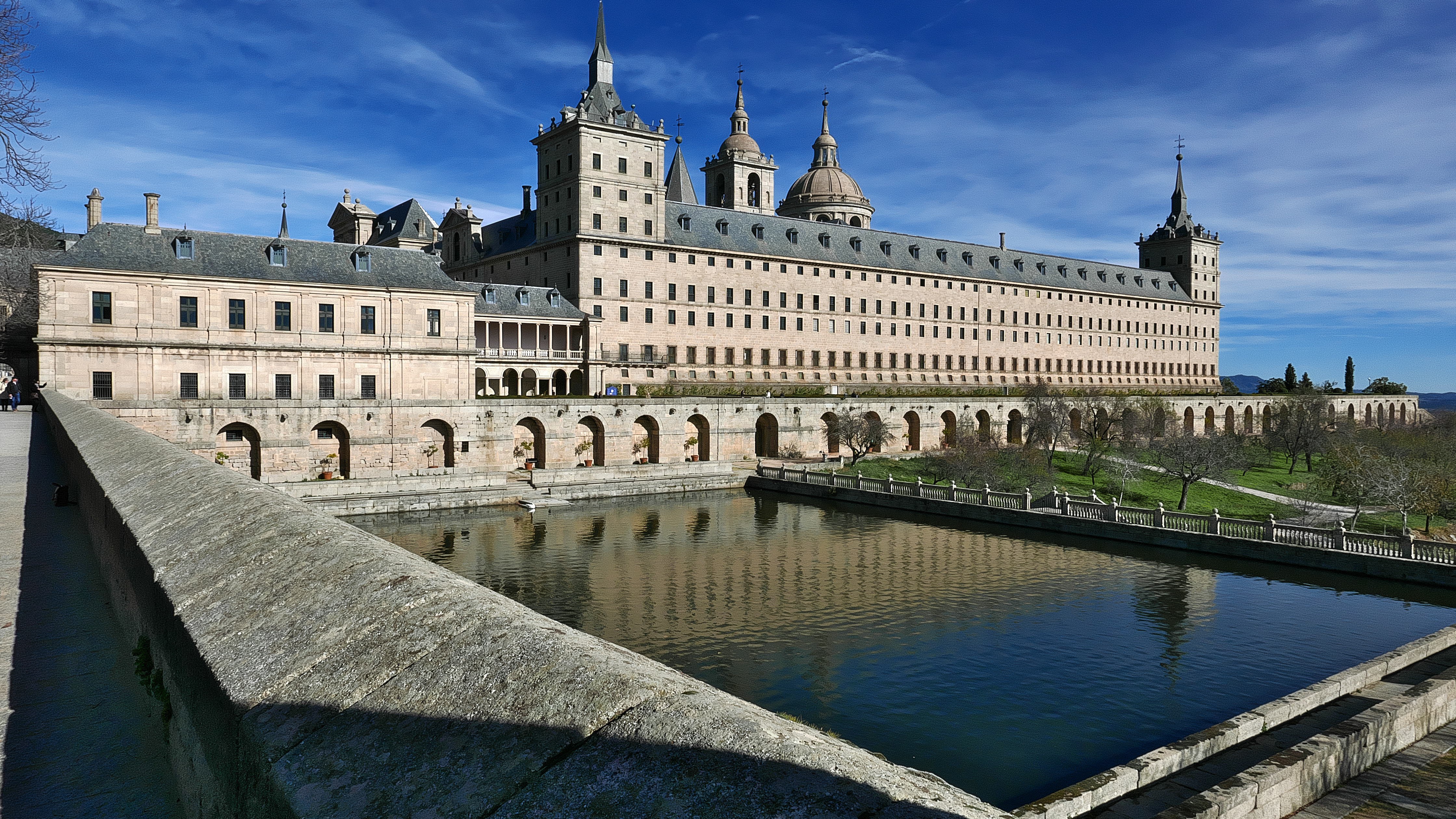
Fachada meridional

El 2 de noviembre de 1984, en coincidencia con la celebración del cuarto centenario de la colocación de la última piedra, el Comité del Patrimonio Mundial de la Unesco, reunido en la ciudad argentina de Buenos Aires, inscribió el Monasterio en la Lista del Patrimonio de la Humanidad, como "El Escorial: Monasterio y Sitio". Esta figura incluye el Monasterio y otros enclaves de realengo, la Casita del Príncipe y la Casita del Infante, ambas diseñadas por Juan de Villanueva para Carlos III.
Quedaron fuera de la nominación de la Unesco otros conjuntos monumentales y parajes naturales fundamentales para la interpretación del Real Sitio, que Felipe II protegió con una Pared Real de piedra en seco. La Cerca de Felipe II tenía una longitud aproximada de 55 km. El 21 de junio de 2006, la Comunidad de Madrid declaró Bien de Interés Cultural los pocos tramos que se conservan de La Cerca de Felipe II.
A través del Consejo de Patrimonio Histórico Español, la Comunidad de Madrid ha solicitado ampliar la declaración de Patrimonio de la Humanidad al Territorio Histórico que delimitó La Cerca durante los reinados de Felipe II y Carlos III. Considerando que el entorno del Monasterio encierra grandes valores naturales, culturales y simbólicos, la nueva inscripción podría ser, "El Escorial: Monasterio, Sitio, Entorno Natural, Cultural y Simbólico". Esta inscripción contemplaría tanto la Convención para la Conservación del Patrimonio Natural y Cultural como la Convención para la Conservación del Patrimonio Inmaterial de la Humanidad. 
- 1998. El día 26 de junio, el Gobierno de España, a iniciativa de la Comunidad de Madrid, solicitó incluir este espacio más amplio en la lista de la Unesco. Aunque en la petición se alegaba que se satisfacían los Criterios III y IV de la Convención para la Conservación del Patrimonio Natural y Cultural de la Humanidad, el Colegio de Arquitectos de Madrid, que realizó a mediados de los noventa un inventario sobre los Bienes de Interés Cultural del Real Sitio, consideraba que estos no se cumplían: «finalmente debemos insistir aquí en la absoluta necesidad de conservación y rehabilitación, sin mistificaciones, de todo el legado patrimonial conexo con el Monasterio, tal como ya se precisara pormenorizadamente en el Documento-Propuesta que la Dirección General de Arquitectura formuló en 1994».

- 2003. A instancias de la Unesco, la Comunidad de Madrid (presidida entonces por Alberto Ruiz-Gallardón), en razón de dos estudios realizados por el Instituto Juan de Herrera (Escuela Técnica Superior de Arquitectura de Madrid), incoó los siguientes expedientes de declaración de Bien de Interés Cultural: BIC 1/2003, Monasterio; BIC 2/2003, El Campillo; y BIC 3/2003, La Granjilla de La Fresneda. Sin embargo, todos ellos caducaron por no ser ejecutados en los plazos reglamentarios.

- 2004. Para cumplir con las exigencias del Comité del Patrimonio Mundial de la Unesco, la Comunidad de Madrid incoó el Expediente BIC 1/2004 a favor de la Cerca de Felipe II.

- 2006. El BIC 1/2004 se resolvió mediante Decreto 52/2006 de la Comunidad de Madrid, que declara Bien de Interés Cultural, en la categoría de Territorio Histórico, al ámbito territorial que quedó dentro de la Cerca. La Comunidad de Madrid considera que los BIC 1/2003 y 3/2003 están subsumidos en el 1/2004 (Decreto 52/2006).

Todo este proceso contrasta con otros tipos de acciones legales, que favorecen la expansión urbanística de los municipios integrados en el citado Territorio Histórico. Así se desprende, por ejemplo, del Avance de los Planes Generales de Ordenación Urbana de El Escorial y San Lorenzo de El Escorial (PGOU), que permite la urbanización de la finca Monasterio, o de la declaración como Terreno Urbano no Consolidado de La Granjilla de La Fresneda, donde se encuentra uno de los conjuntos histórico-artísticos más importantes del Real Sitio. En el Edicto ETJ 392/2004, donde esta última finca se sometía a subasta, se recoge que es susceptible de ser urbanizada mediante el correspondiente Plan Director de Urbanización, aspecto que también se especifica en el Decreto 52/2006. Ni la Comunidad de Madrid ni el Ayuntamiento de El Escorial —en cuyo término se sitúa La Granjilla— han ejercido el derecho de tanteo y retracto que les concede el Edicto ETJ 392/2004 en la referida subasta, celebrada el 15 de junio de 2007.